# Corroios (stacja kolejowa)
Corroios (port: Estação Ferroviária de Corroios) – stacja kolejowa w Corroios, w dystrykcie Setúbal, w Portugalii. Znajduje się na Linha do Sul. Jest obsługiwana przez pociągi prywatnego przewoźnika Fertagus.

## Historia
Stacja ta została otwarta 6 października 2004.

## Linie kolejowe
- Linha do Sul